# Bertholène
Bertholène är en kommun i departementet Aveyron i regionen Occitanien i södra Frankrike. Kommunen ligger  i kantonen Laissac som ligger i arrondissementet Rodez. År 2022 hade Bertholène 1 049 invånare.

## Befolkningsutveckling
Antalet invånare i kommunen Bertholène
Referens: INSEE